# GTO (2012년 드라마)
《GTO》는 후지사와 토오루의 만화 《GTO》를 원작으로 한, 2012년부터 방송된 연속 텔레비전 드라마이다. 1998년에 방송된 연속 드라마의 리메이크판으로, 2014년 7월부터 9월까지 제2기가 방송되었다.

## 개요
1998년 7월 방송된 동명의 TV 드라마의 리메이크판으로 《GTO》가 2012년 7월 3일부터 9월 11일까지, 칸사이 TV와 MMJ의 공동 제작으로 후지 TV 계열의 화요일 22시 드라마 시간대에서 방송된 일본의 텔레비전 드라마이다.
주연은 EXILE의 AKIRA로, 이 드라마로 연속극 첫 주연을 맡았으며, EXILE 멤버가 지상파 연속극 주연을 맡는 것도 처음이다. 또 당초 주연은 아카니시 진으로 내정되어 있었으나, 강판되었다.
2012년 10월 2일에는 〈가을 스페셜〉, 2013년 1월 2일에는 〈정월 스페셜! 겨울 방학도 열혈 수업이다〉를 방송. 〈정월 스페셜! 겨울 방학도 열혈 수업이다〉의 방송에 앞서 우치야마다를 주인공으로 한 스핀오프 드라마가 YouTube의 칸사이 TV 공식 채널에서 공개되었다. 2013년 4월 2일에는 〈졸업 스페셜〉을 방송.
2014년 7월부터 9월까지는, 오니즈카의 모교·쇼난을 무대로 한 신 시리즈가 제작되었다. 또한, 화요일 10시 드라마가 3쿨 연속으로 MMJ 제작이 되는 것은 처음이 된다.

## 등장인물

### 범례
×는 본작 오리지널 캐릭터
▲는 원작에 등장하지만, 오니즈카가 담임이 아닌 학생
○는 《GTO SHONAN 14DAYS》의 등장인물
■는 원작 및 《GTO SHONAN 14DAYS》와 이름이 다른 인물

### 주요 인물 (전 시리즈 공통)
오니즈카 에이키치 (25) - AKIRA (EXILE)
메이슈 학원 2학년 4반 후 3학년 4반 담임 (제1기)→메이슈 쇼난 고교 2학년 A반 부담임 (제2기). 담당 과목은 사회.
하즈마 류지 (25) - 시로타 유
오니즈카의 친구로, 룸메이트. 〈CAFE&DINER NAGISA〉의 경영자.
사에시마 토시유키 (24) - 야마모토 유스케
오니즈카와 류지의 후배로, 룸메이트.
우치야마다 히로시 (55) - 타야마 료세이
메이슈 학원 교감 (제1기)→메이슈 쇼난 고교 부교장 (제2기). 1956년 12월 27일 출생. 토치기 현 출신. 도쿄 교육 대학 졸업.
사쿠라이 료코 (49) - 쿠로키 히토미
메이슈 학원 교장 겸 이사장.
스페셜 제2탄에는 미등장.

### 제1기

#### 메이슈 학원 교직원
후유즈키 아즈사 (23) - 타키모토 미오리 (제1기·스페셜 제1 ~ 3탄)
메이슈 학원 2학년 4반 후 3학년 4반 부담임. 담당 과목은 국어. 니이가타 현 출신.
모리타카 나오코 (29) - 타키자와 사오리
양호 교사.
○시라토리 아야메 (28) - 후지사와 아야노
담당 과목은 영어.
×카타야마 사키 (27) - 나가사와 나오
담당 과목은 가정과.
○사와다 노리코 (23) - 코바야시 유미
담당 과목은 사회.
테시가와라 유 (28) - 야노 마사토
담당 과목은 수학. 1984년 6월 4일 출생. 도쿄 대학 졸업.
스페셜 제2탄에는 미등장.
×하시모토 테츠오 (44) - 타카치 노보루
담당 과목은 음악. 1968년 8월 13일 출생.
스페셜 제2탄에는 미등장.
■산노마루 히로코 (45) - 후세 에리
학년 주임. 담당 과목은 영어.
스페셜 제2탄에는 미등장.
후쿠로다 하지메 (37) - 스기 짱
담당 과목은 체육.
최종화에는 등장하지 않고, 문화제의 〈후쿠로다 선생님의 근육 교실〉 포스터로 등장하기만 했다(연기하고 있는 스기 짱이 최종회 촬영 직전에 타 방송국 로케에서 큰 상처를 입었기 때문에. 다만, 수정을 못 했는지 ED 크레디트에는 이름이 표시되어 있었다.)
스페셜 제1탄에는 입원하고 있는 모습으로 등장.
다이몬 미스즈 (42) - 니시다 나오미 (제9화 ~ 최종화)
메이슈 학원 이사회에서 임명된 새로운 교장.

#### 메이슈 학원 2학년 4반→3학년 4반
예전부터 학생 전원이 사이가 좋고, 웃음이 끊이지 않는 반이었지만, 1년 전의 사고가 계기로 웃음을 잃고 따로따로 흩어져, 상냥함과 배려가 전혀 없는 반이 되고 말았다. 동시에 〈담임 괴롭힘〉을 행해, 담임이 된 교사 3명을 담임에서 빼, 교원들로부터 문제시되고 있었다. 그러나, 오니즈카와의 만남을 계기로 전원이 마음을 고쳐 웃음과 사이좋음을 되찾은 뿐 아니라, 상냥함과 배려를 갖추게 된다.
무라이 쿠니오 - 모리모토 신타로 (쟈니즈 Jr.) (어린 시절:타구치 쇼타)
오니즈카의 가장 이해해주는, 클래스의 중심적 존재. 성격이 급하고 직정적이지만, 의리가 굳고 의협심이 넘치는 성격. 공부는 서투름. 하루카와 소꿉친구.
아이자와 미야비 - 카와구치 하루나 (어린 시절:아사미 카논)
학급 위원을 맡는 미소녀로, 이해가 빠른 우등생이지만, 실은 담임 괴롭힘의 주범격. 레이미나 토모코와 소꿉친구. 1995년 12월 10일 출생.
키쿠치 요시토 - 타카다 쇼 (쟈니즈 Jr.)
전국 모의시험 수석의 수재로, 다이몬의 아들.
칸자키 우루미 - 혼다 츠바사 (유아 시절:나카지마 유메노/어린 시절:호리이 사키)
IQ 200의 재원으로, 〈악마의 천재아〉란 별명을 가진다. 문부과학성의 특별 대우아. 마이페이스로 솔직한 성격. 1995년 8월 18일 출생.
○카츠라기 미키 - 니시우치 마리야
봄에 전학왔지만, 원래 반에서 고립되는 경향이었던 것으로부터 등교 거부를 하고 있었다. 2학년 4반 학생에서 유일하게, 1년 전의 사건을 몰랐다.
요시카와 노보루 - 나카가와 타이시
소극적이고 상냥한 성격. 오니즈카의 〈친구(이해자)〉 제1호. 안코와 소꿉친구. 1995년 6월 14일 출생.
○도지마 세이야 - 시라하마 아란 (GENERATIONS) (어린 시절:오노 렌토)
무라이의 소꿉친구.
노무라 토모코 - 미야자키 카렌 (어린 시절:니와 에리카)
공부도 운동도 서투른 열등생. 미야비의 소꿉친구.
후지요시 코지 - 야마다 유키 (D2)
무라이의 친구 중 1명.
쿠사노 타다아키 - 스즈키 노부유키 (극단 EXILE)
무라이의 친구 중 1명.
이시다 타쿠미 - 사노 가쿠
무라이의 친구 중 1명. 쾌활한 성격으로, 반의 무드 메이커.
우에하라 안코 - 신카와 유아
노보루의 소꿉친구. 1995년 12월 28일 출생.
이상 12명은 학생 중에서 극 중 가장 출연이 많고, 오니즈카가 문제를 해결해준 후에는 오니즈카의 친구(이해자)로서 오니즈카에 협력하는 동시에, 행동을 함께 하는 기회가 늘었다.
▲쿠지라카와 후유미 - 타카라 히카리
소극적이고 얌전한 성격. 미야비 등과 행동을 함께 하고 있다. 1995년 4월 2일 출생.
○쿠와에 하루카 - 타카츠키 사라 (bump.y) (어린 시절:카이 에미리)
무라이의 소꿉친구. 무라이와 같은 단지에 살고 있어, 무라이의 이웃이기도 하다.
아사노 마유코 - 이시이 안나
오니즈카의 부임 전에는 안코에 편승해서 노보루를 괴롭히고 있었다.
이상 3명도 오니즈카가 문제를 해결해주어, 류지의 가게에 드나드는 일이 있다.
■이즈미 나오미 - 사야마 아야카
마유코와 함께, 오니즈카의 부임 전에는 안코에 편승해서 노보루를 괴롭히고 있었다.
아사쿠라 메구미 - 미야케 히토미 (아이돌링!!!)
1995년 7월 10일 출생.
▲나카니시 유미 - 히키타 히데미
메구미의 친구 중 1명.
시라이 치카코 - 사카구치 리카코
메구미의 친구 중 1명.
이상 4명은 크레디트 타이틀에 역 이름과 연기자 이름이 함께 크레디트되고 있다.
▲이와타 유키코 - 키리시마 미유

▲우에다 우마노스케 - 코모리 쇼타

▲오오타 히데미 - 나츠오

▲오오츠카 마유미 - 후지이 치호

▲쿠로카와 히데유키 - 사토 오호

○사토미 케이치 - 마치다 히로키
1996년 1월 3일 출생.
토키와 아이 - 반도 노조미 (Flower)

▲나카지마 에리카 - 미츠하시 나나미

미시마 군진 - 시모야마 아오이

■미즈하라 료이치 - 시오노 아키히사

미야모리 유키 - 우츠미 아키요시

▲모리시타 스즈카 - 야스다 세이아

×스가와라 타모츠 - 나가야마 히카루

×스즈키 다이스케 - 야야마 히로무

이상 14명은 크레디트 타이틀에 역 이름과 연기자 이름이 함께 크레디트되어 있지 않았다.

#### 메이슈 학원 그 외 학생
미즈키 나나코 - 타니우치 리사 (제8 ~ 10화)
미야비의 친구.
시부야 쇼 - 노무라 슈헤이 (제10화 ~ 최종화) (어린 시절:야마다 히나타)

와쿠이 마유 - 하야마 쇼노 (스페셜 제1탄) (어린 시절:사토 루이키)
1995년 12월 19일 출생.

#### 메이슈 학원 2학년 4반 보호자
■우에하라 히사코 - 타키자와 료코 (제1화·스페셜 제3탄)
안코의 어머니로, 교육 평론가.
○카츠라기 유키오 (48) - 오미 토시노리 (제2화·스페셜 제2탄)
미키의 아버지로, 경시청 키치죠지 중앙 경찰서 서장.
■무라이 츠바사 (33) - 요시다 요 (제3화)
무라이의 어머니.
○도지마 히로미 (36) - 카사기 이즈미 (제5화)
도지마의 어머니.
■칸자키 노부코 (44) - 미야타 사나에 (제7 ~ 8화)
우루미의 어머니로, 개인 투자가.
아이자와 레이코 (38) - 아사자토 마리 (제8 ~ 9화·스페셜 제3탄)
미야비의 어머니. 상당히 유복한 가정이다.

#### 아동 양호 시설 스마일덕
스페셜 제1탄에 등장.
후지사키 시노미 - 키리타니 미레이
스마일덕의 보육사. 오니즈카 등의 고교 시절 후배.
○카와하라 료이치 - 요시카와 후미키
스마일덕에서 사는 중학생.
○오오가키 이쿠코 - 오오데 나나코
스마일덕에서 사는 중학생.
×후쿠미즈 우미/후쿠미즈 소라 - 코바야시 카이토/이시이 코코아
스마일덕에서 사는 형제.
○스가와라 사쿠라코 - 요시무라 미키
스마일덕에서 사는 어린 여자 아이로, 우미나 소라와 사이가 좋다.

#### 그 외
×츠지모토 료지 - 사토 유키 (제3화)
대학생.
×오오코치 사다미 - 아마노 코세이 (제4화)
음악 프로듀서.
×이치노세 신지 (45) - 타카스기 코우 (제5화)
1966년 8월 9일 출생.
○사카키 리코·사카키 미코 - AMIAYA (제5화)
쌍둥이 자매.
■우치야마다 요시미 - 마츠야마 히사코 (제6화·스페셜 제1 ~ 2탄)
48세. 우치야마다의 아내.
우치야마다 요시코 - 코마츠 미즈키 (제6화·스페셜 제1 ~ 2탄)
우치야마다의 딸로, 고교생.
×오가사와라 레나 (28) - 사카마 메구미 (제7 ~ 8화)
오니즈카의 담당 의사.
미즈키 히로코 (38) - 후나키 사치 (제9화)
나나코의 어머니.
후지모리 (27) - 오리이 아유미 (제9 ~ 10화)
메이슈 학원 1학년 4반(현·2학년 4반)의 전 담임.

### 스페셜

#### 제1탄
아게하 - 쿠로카와 메이

×우시야마 - 타키가와 에이지

○오쿠무라 - 코스다 야스토

×쿠라이시 - 이노우에 하지메

■마키타 지로 - 마스 타케시

#### 제2탄
×나츠카와 마리아 (20) - 우노 미사코 (AAA)

×사나다 카즈유키 (28) - 히라오카 유타

×도모토 유키히로 - 우스이 마사히로 (D-BOYS)

×도모토 테루마사 - 오오스기 렌

×타치바나 유코 - 요시모토 나호코

×미즈시마 - 마츠모토 토시오 (MATSU from EXILE/우정 출연)

×아카네 - 단 미츠

#### 제3탄
나가세 나기사 - 오토즈키 케이 (제2기 제4화)
류지의 연인.
×쿠제 토시아키 - 하세가와 토모하루

×고토 마사시 - 하라 신이치 (요후카시노카이)

×카사하라 - 타니다 아유미

×후나다 미카 - 오카노 마야

×미츠하시 - 하세가와 하츠노리

### 타이완 편

#### 위타이 고급 중학 (育台高級中學) 교직원
쉐리 (雪莉) - 줘원쉬안 (卓文萱)
허중즈 (何中志) - 주덕강 (朱德剛)
선생님 - 한 (寒)

#### 위타이 고급 중학 3학년 1반
리완 (李皖) - 훙정 (宏正, SpeXial)
쉬셴성 (許秈笙) - 웨이진 (偉晉, SpeXial)
샤오메이 (曉玫) - 청위시 (程予希)
천샹 (晨翔, SpeXial)
Teddy (SpeXial)
이언 (易恩, SpeXial)
위팅 (雨婷, A'N'D)
Sunnee (A'N'D)
아이리얼 (艾莉兒, A'N'D)
쯔쉬안 (姿璇, A'N'D)

### 제2기

#### 메이슈 쇼난 고교 교직원
×후지카와 호나미 - 히가 마나미
2학년 A반 담임. 담당 과목은 현대문.
×후지미야 츠카사 - 오노 타케히코
학교 용무원을 떠맡는 직원으로, 오니즈카의 고교 시절 은사.
×오오마에 히로토시 - 카자미 싱고
학년 주임 겸 학생 지도 담당.
×카미야 켄지 - 마루야마 토모미
담당 과목은 체육.
×노가미 타에코 - 마부치 에리카
양호 교사.
×이리에 치카 - 아나미 아츠코
담당 과목은 고문·한문.
×무카이 유미 - 후지사와 아야노
담당 과목은 지학.

#### 메이슈 쇼난 고교 2학년 A반
×시죠 아유나 - 마츠오카 마유
류이치의 여자친구.
×쿠즈키 류이치 - 키쿠치 후마 (Sexy Zone)
클래스의 학급 위원. 육상부 캡틴.
×미야지 메이리 - 미요시 아야카
아유나의 친구. 보건실 등교.
×세리자와 코헤이 - 류세이 료
농구부의 에이스로, 팀의 사령탑적 존재.
×나루세 츠구미 - 코시바 후카
연극부.
×키리타니 유 - 카타요세 료타 (GENERATIONS) (어린 시절:타나카 레이/소년 시절:호소노 료세이)
농구부원.
×히이라기 사나 - 오카모토 나츠미
4인 형제의 장녀.
×토쿠야마 히로나오 - 호리이 아라타

×유자와 료토 - 아라이 아츠시
농구부원.
×유리하라 사츠키 - 키자키 유리아 (AKB48)
학교의 아이돌적 존재.
×우사미 타이치 - 사노 레오 (GENERATIONS)
ADHD를 앓고 있다.
×모리노 마코토 - 신자토 코타
농구부원.
×하타노 마리코 - 마츠우라 미야비
독자 모델.
×오오바 타쿠야 - 오카모토 카우안 (쟈니즈 Jr.)
뮤지션 지망.
×샤모토 타카아키 - 마치야마 히라히카
육상부원.
×마에하타 유아 - 히사마츠 이쿠미

×미즈타 토모미 - 미야타케 미오

×쿠스미 카나코 - 이토 사이리

×히라노 카에데 - 타카다 카호

×후루야 카에코 - 마츠이 아이리
농구부 매니저.
×누마지리 케이 - 타케이 아카시
밀리터리를 좋아한다.
×하시모토 에이타 - 이케다 에이키치
프로레슬링 팬.
×코쿠부 츠카사 - 니시카와 슌스케
농구부원.
×스미요시 노조미 - 미즈키
연극부 소속.

#### 메이슈 쇼난 고교 2학년 A반 보호자·가족
하타노 레이코 - 미야지 마사코 (제1화)
마리코의 어머니. 〈클리닝 하타노〉의 점주.
우사미 마사시 - 오쿠다 타츠히토 (제2화)
타이치의 아버지.
우사미 미요코 - 야마시타 요리에 (제2화)
타이치의 어머니.
우사미 유지 - 요코야마 코타 (제2화)
타이치의 남동생.
키리타니 테츠야 - 시마다 큐사쿠 (제4화)
유의 양아버지.
키리타니 佐百子 - 야스다 아야 (제4화)
유의 양어머니. 유가 5살 때에 타계.
히이라기 쿠미코 - 후나키 사치 (제6화)
사나의 어머니.
히이라기 에나 - 시바타 카렌 (제6화)
사나의 여동생.
히이라기 壮 - 스다 에이토 (제6화)
사나의 남동생.
히이라기 렌 - 아사히데 오토야 (제6화)
사나의 남동생.
쿠즈키 카즈미 - 토코시마 요시코 (제7·10·최종화)
류이치의 어머니.
세리자와 미도리 - 타테베 카즈미 (제8화)
코헤이의 어머니.
시죠 마치코 - 니노미야 히로코 (제10 ~ 최종화)
아유나의 어머니.

#### 그 외
하시고 아저씨 - 스와 타로

치바 테루오 - 야마나카 소우 (제1화)
〈DOKUMO POPULARITY CONTEST 2014〉에 등장하는 DJ.
이마이 유나 - 야마시타 하루카 (제1화)
마리코의 라이벌인 독자 모델.
미네자키 - 히라누마 노리히사 (제3화)
셰어 하우스 오너.
사치코 - 미우라 토코 (제3화)
사츠키가 아르바이트하는 곳의 선배.
무라타 - 와타나베 코헤이 (제4화)
유를 동료로 끌어넣어 이용하는 불량 집단의 리더격.
키우치 剛 - 사토이 켄타 (제7화)
시의회 의원.
키우치 케이스케 - 타카하시 류키 (제7화)
剛의 아들.
후쿠이 - 고즈 타케오 (제7화)

키하라 모토이치 - 타케자이 테루노스케 (제9화)
2학년 A반의 전 담임.
타키자와 시게루 - 아베 료헤이 (제9 ~ 10화)
10년 전에 오니즈카가 맞선 불량 그룹의 리더.
사와무라 코야 - 카나이 유타 (제10화)
오니즈카의 고교 시절 친구.

## 스태프

### 제1기
- 원작·구성 협력 - 후지사와 토오루
- 각본 - 후카사와 마사키, 야마오카 준페이, 타나카 신이치
- 음악 - 하네오카 케이
- 연출 - 이마이 카즈히사, 오오츠카 토오루, 코마츠 타카시, 시라키 케이치로
- 주제가 - EXILE TRIBE 〈24karats TRIBE OF GOLD〉 (rhythm zone)
- 프로듀스 - 카사이 히데유키(칸사이 TV), 야마모토 요시히코(MMJ)
- 제작 - 칸사이 TV, MMJ

### 제2기
- 원작·구성 협력 - 후지사와 토오루
- 감독·각본·편집 - 이이즈카 켄
- 각본 - 야마오카 준페이, 아라이 슈코, 타나카 신이치, 히카와 카요
- 음악 - 하네오카 케이, 카이다 쇼고
- 연출 - 시라키 케이치로, 오오츠카 토오루
- 주제가 - E-girls 〈Highschool ♡ love〉 (rhythm zone)
- 삽입곡 - DOBERMAN INFINITY 〈INFINITY〉 (TOY'S FACTORY)
- 프로듀스 - 카사이 히데유키(칸사이 TV), 야마모토 요시히코(MMJ)
- 제작 - 칸사이 TV, MMJ

## 방송 일자

### 제1기
| 각 화                                                       | 방송일         | 부제                                                                             | 메인 학생                       | 각본            | 연출            | 시청률 |
| ----------------------------------------------------------- | -------------- | -------------------------------------------------------------------------------- | ------------------------------- | --------------- | --------------- | ------ |
| 제1화                                                       | 2012년 7월 3일 | 최강의 교사 탄생! 학생은 친구다                                                  | 요시카와 노보루 우에하라 안코   | 후카사와 마사키 | 이마이 카즈히사 | 15.1%  |
| 제2화                                                       | 7월 10일       | 2학년 4반 담임 빼기 시동! 오니즈카VS위험한 등교 거부 여자                        | 카츠라기 미키                   | 후카사와 마사키 | 이마이 카즈히사 | 13.3%  |
| 제3화                                                       | 7월 17일       | 과격한 사랑의 덫! 오니즈카가 진실애를 절규!                                      | 쿠와에 하루카 무라이 쿠니오     | 야마오카 준페이 | 이마이 카즈히사 | 12.3%  |
| 제4화                                                       | 7월 24일       | 오니즈카가 얼빠진 소녀에게 꾸짖음! 꿈을 포기하지 마                              | 노무라 토모코 후지요시 코지     | 타나카 신이치   | 오오츠카 토오루 | 13.9%  |
| 제5화                                                       | 7월 31일       | GTO 가장의 충격적인 이야기! 오니즈카 분노 폭발! 학대 부모로부터 눈물의 구출이다! | 도지마 세이야                   | 후카사와 마사키 | 코마츠 타카시   | 11.5%  |
| 제6화                                                       | 8월 7일        | 오니즈카 여름 합숙에서 발발! 여학생VS신참 여교사                                 | 쿠지라카와 후유미 이시다 타쿠미 | 야마오카 준페이 | 시라키 케이치로 | 12.1%  |
| 제7화                                                       | 8월 14일       | 오니즈카 목숨을 걸고! IQ 200 천재 소녀를 구해라!                                 | 칸자키 우루미                   | 후카사와 마사키 | 이마이 카즈히사 | 13.5%  |
| 제8화                                                       | 8월 21일       | 담임 빼기의 수수께끼가 드디어… 폭주하는 소녀에게 오니즈카도 항복!?               | 칸자키 우루미 아이자와 미야비   | 타나카 신이치   | 오오츠카 토오루 | 15.1%  |
| 제9화                                                       | 8월 28일       | 마지막 수업…담임 빼기 진상에. 저 녀석을 구한다! 모두가!!                         | 아이자와 미야비                 | 야마오카 준페이 | 코마츠 타카시   | 11.6%  |
| 제10화                                                      | 9월 4일        | 새로운 교장의 음모… 학원과 학생을 지켜라!                                        | 쿠사노 타다아키 아사노 마유코   | 타나카 신이치   | 시라키 케이치로 | 11.7%  |
| 최종화                                                      | 9월 11일       | 안녕 오니즈카…학생 전원이 눈물! 최후의 그레이트 수업!                            | 키쿠치 요시토 시부야 쇼         | 야마오카 준페이 | 이마이 카즈히사 | 14.3%  |
| 평균 시청률 13.2% (시청률은 칸토 지구·비디오 리서치사 조사) |                |                                                                                  |                                 |                 |                 |        |

- 제2화는 직전 프로그램 《숨도 쉴 수 없는 여름》의 첫회 연장에 의해, 22:15 ~ 23:09 방송.
- 제10화는 FIFA U-20 여자 월드컵 JAPAN 2012 준결승 일본×독일전 중계 때문에, 22:35 ~ 23:29 방송.

### 스페셜
| 방송일          | 부제 | 각본            | 연출            | 시청률 |
| --------------- | --- | --------------- | --------------- | ------ |
| 2012년 10월 2일 | 가을도 오니 날뜀 스페셜 복귀한 오니즈카가 초절 핀치…적은 정치가!? 전 여자친구!? 버스잭으로 양호 시설을 지켜라! | 후카사와 마사키 | 이마이 카즈히사 | 11.8%  |
| 2013년 1월 2일  | 정월 스페셜! 겨울 방학도 열혈 수업이다 아버지 재혼으로 고민하는 여자에 덫! 오니즈카 세 쌍둥이의 파파가 되다    | 타나카 신이치   | 시라키 케이치로 | 6.7%   |
| 2013년 4월 2일  | 완결편~안녕 오니즈카! 졸업 스페셜~ 뒷문!? 반 분열!? 진로 고민하는 학생을 구하라! 오니즈카 눈물…마지막 수업     | 야마오카 준페이 | 이마이 카즈히사 | 10.3%  |

### 제2기
| 각 화                                                      | 방송일         | 부제 | 메인 학생                         | 각본                        | 감독·연출       | 시청률 |
| ---------------------------------------------------------- | -------------- | --- | --------------------------------- | --------------------------- | --------------- | ------ |
| 제1화                                                      | 2014년 7월 8일 | 신 무대는 오니즈카의 모교! 문제아에게 그레이트 수업이다! 성형 들킨 여고생에게 엄마의 후회                     | 하타노 마리코                     | 야마오카 준페이 이이즈카 켄 | 이이즈카 켄     | 9.7%   |
| 제2화                                                      | 7월 15일       | 가족 붕괴의 위기…순정 소년을 구해라 오니즈카 절규 마라톤 대회 눈물의 결말                                     | 우사미 타이치                     | 야마오카 준페이 이이즈카 켄 | 이이즈카 켄     | 7.1%   |
| 제3화                                                      | 7월 22일       | 오니즈카 분노의 철권! 스토커에게 떠는 학생을 구해라! 수수께끼의 살인 예고                                     | 유리하라 사츠키 토쿠야마 히로나오 | 아라이 슈코 이이즈카 켄     | 이이즈카 켄     | 6.2%   |
| 제4화                                                      | 7월 29일       | 아버지는 타인이었다…피의 유대는 중요한가? 오니즈카가 전하는 부모와 자식의 인연                                | 키리타니 유                       | 타나카 신이치               | 오오츠카 토오루 | 6.4%   |
| 제5화                                                      | 8월 5일        | 2학년 A반에 이지메 발생! 오니즈카가 전대미문의 이지메 박멸 작전을 결행! 친구를 감싸는 다기진 여학생을 구해라! | 나루세 츠구미                     | 야마오카 준페이             | 오오츠카 토오루 | 7.4%   |
| 제6화                                                      | 8월 12일       | 오니즈카 여름방학 수업! 꿈은 이루어지지 않는다!? 가수 목표하는 빈곤 소녀에게 어머니의 반대                    | 히이라기 사나                     | 히카와 카요                 | 시라키 케이치로 | 6.6%   |
| 제7화                                                      | 8월 19일       | 임신 여고생과의 스쳐 지남…우등생이 폭력 사건! 내버려 둔 교사에게 오니즈카가 대격노하다!                       | 쿠즈키 류이치 시죠 아유나         | 타나카 신이치               | 시라키 케이치로 | 6.9%   |
| 제8화                                                      | 8월 26일       | 꿈 끊어진 농구부 에이스에게 오니즈카 수업… 인생은 절대 다시 시작할 수 있다!                                   | 세리자와 코헤이                   | 야마오카 준페이             | 시라키 케이치로 | 5.9%   |
| 제9화                                                      | 9월 2일        | 등교 거부 여자가 교사와 금단의 사랑? 위험한 복수로 클래스 붕괴 위기…오니즈카 필사의 구출극!                   | 미야지 메이리                     | 타나카 신이치               | 시라키 케이치로 | 6.9%   |
| 제10화                                                     | 9월 9일        | 최종장 돌입 오니즈카 10년 전의 비극이란 위험한 역습으로 절체절명 학생 지켜라                                  | -                                 | 야마오카 준페이             | 시라키 케이치로 | 6.9%   |
| 최종화                                                     | 9월 16일       | GTO 시리즈 마침내 완결! 임신 여고생의 눈물…오니즈카가 가장 전하고 싶은 생명의 그레이트 수업                   | 시죠 아유나 쿠즈키 류이치         | 야마오카 준페이             | 이이즈카 켄     | 8.5%   |
| 평균 시청률 7.2% (시청률은 칸토 지구·비디오 리서치사 조사) |                | |                                   |                             |                 |        |

- 첫회는 15분 확대 (22:00 ~ 23:09).
- 제2화는 15분 지연 (22:15 ~ 23:09).